# Hypanthidioides exilis
Hypanthidioides exilis là một loài Hymenoptera trong họ Megachilidae. Loài này được Moure mô tả khoa học năm 1947.